# ヒマワリ/星のように
「ヒマワリ/星のように」（ヒマワリ/ほしのように）は、2011年11月16日にリリースした田原俊彦の62作目のシングル。

## 背景
同年2月に、50歳を迎えた田原の『50th Birth Anniversary Year 記念シングル』として発売した第2弾シングルで、TBS系『爆報! THE フライデー』とのコラボレーションシングルとして発売された。
CD盤のみに収録されている「ジュリエットへの手紙 (Romeo Mix)」は、1981年に発売されたアルバム『No.3 Shine Toshi』に収録されている楽曲のリメイクで、2010年に発売されたシングル「Rainy X'mas Day」に収録されている。

## 制作

### ヒマワリ
作詞を爆笑問題の太田光が担当した。太田が作詞を担当した作品は、SMAPの『We are SMAP!』以来となる。田原と太田が共演した『爆!爆!爆笑問題 芸能界ザ・密告SP』（2011年4月4日放送）で、田原が太田に作詞を依頼し、勝負に勝ったら引き受けるという企画で、田原が勝利し宣言通り太田が詞を書き下ろした楽曲である。

## リリース
2011年11月16日に、Formula Recordingsから『CD+DVD盤』と『CD盤』の2形態で発売された。各形態ごとには収録曲が異なっている。
タイトルは当初、レコード会社が発行した販売店向け注文書には仮タイトルで「星のように」だけ記載されており「ヒマワリ」は未公表だった。

## プロモーション
購入者対象の握手会を、11月19日に大阪・名古屋、11月20日に東京で開催した。

## 収録曲

### CD+DVD盤
| 全作曲: Daisuke"DAIS"Miyachi & 大野裕一、全編曲: 大野裕一。 |                              |                      |                                 |      |
| #                                                           | タイトル                     | 作詞                 | 作曲・編曲                      | 時間 |
| 1.                                                          | 「ヒマワリ」                 | 太田光               | Daisuke"DAIS"Miyachi & 大野裕一 | 4:31 |
| 2.                                                          | 「星のように」               | Daisuke"DAIS"Miyachi | Daisuke"DAIS"Miyachi & 大野裕一 | 6:02 |
| 3.                                                          | 「ヒマワリ」(Instrumental)   |                      | Daisuke"DAIS"Miyachi & 大野裕一 | 4:31 |
| 4.                                                          | 「星のように」(Instrumental) |                      | Daisuke"DAIS"Miyachi & 大野裕一 | 5:58 |
| 合計時間:                                                   | 合計時間:                    | 合計時間:            | 21:02                           |      |

| #  | タイトル                                | 作詞 | 作曲・編曲 |
| -- | --------------------------------------- | ---- | ---------- |
| 1. | 「ヒマワリ」(Music Video)               |      |            |
| 2. | 「BLUE (feat.LUVandSOUL)」(Music Video) |      |            |

### CD盤
| #         | タイトル                                   | 作詞                 | 作曲                            | 編曲      | リミックス | 時間  |
| --------- | ------------------------------------------ | -------------------- | ------------------------------- | --------- | ---------- | ----- |
| 1.        | 「ヒマワリ」                               | 太田光               | Daisuke"DAIS"Miyachi & 大野裕一 | 大野裕一  |            | 4:31  |
| 2.        | 「星のように」                             | Daisuke"DAIS"Miyachi | Daisuke"DAIS"Miyachi &大野裕一  | 大野裕一  |            | 6:02  |
| 3.        | 「ヒマワリ」(Silent Mix)                   | 太田光               | Daisuke"DAIS"Miyachi & 大野裕一 |           |            | 4:33  |
| 4.        | 「ジュリエットへの手紙」(ロミオ・ミックス) | 宮下智               | 宮下智                          |           | NATABA     | 4:32  |
| 5.        | 「ヒマワリ」(Instrumental)                 |                      |                                 |           |            | 4:31  |
| 6.        | 「星のように」(Instrumental)               |                      |                                 |           |            | 5:58  |
| 合計時間: | 合計時間:                                  | 合計時間:            | 合計時間:                       | 合計時間: | 合計時間:  | 30:07 |